# Rzepiennik Strzyżewski
Rzepiennik Strzyżewski – wieś (w okresie 1775–1896 miasto) w Polsce, położona w województwie małopolskim w powiecie tarnowskim, w gminie Rzepiennik Strzyżewski, której jest siedzibą.

## Położenie
Wieś znajduje się w dolinie potoku Rzepianka oraz na wznoszących się nad doliną wzniesieniach Pogórza Ciężkowickiego.
W latach 1975–1998 miejscowość administracyjnie należała do województwa tarnowskiego.
W roku 2021 we wsi mieszkało 1258 mieszkańców, z czego 50.5% stanowiły kobiety, a 49.5%- mężczyźni,.

## Integralne części wsi
| SIMC    | Nazwa        | Rodzaj    |
| ------- | ------------ | --------- |
| 0829661 | Cisie        | część wsi |
| 0829678 | Dąbry        | część wsi |
| 0829684 | Miasteczko   | część wsi |
| 0829690 | Ostrzesze    | część wsi |
| 0829709 | Padoły       | część wsi |
| 0829715 | Pod Jodłówką | część wsi |

## Historia
Wieś lokowana na surowym korzeniu przez króla Kazimierza Wielkiego w 1347 roku. Miejscowość uzyskała lokację miejską w 1775 roku, zdegradowana została w 1896 roku. W 1886 mieszkało tu około 1800 osób, z czego 264 stanowili Żydzi. 
We wsi istniała szkoła parafialna. Po utworzeniu Rady Szkolnej Krajowej szkołę parafialną przeorganizowano w 1867 roku na szkołę ludową pospolitą. Budynek był drewniany, został rozebrany przez wojsko podczas I wojny światowej do palenia w kuchniach polowych. W 1921 roku rozpoczęto budowę kolejnego budynku, w ciągu 2 tygodni powstał fundament pod 5-klasowy gmach. Do grudnia 1924 roku wykończono dwie sale lekcyjne i w grudniu 1924 roku rozpoczęto naukę w częściowo wykończonej szkole. Frekwencja uczniów nie była duża – rodziny były biedne i wielodzietne. Podczas niemieckiej okupacji do prowadzenia nauczania okupant nakazał używać miesięcznik Ster.
Znajdowała się tutaj synagoga, która według różnych źródeł została zniszczona przez Niemców w trakcie okupacji hitlerowskiej lub została rozebrana po II wojnie światowej. Istniało tu getto żydowskie, którego mieszkańcy zostali rozstrzelani 11 sierpnia 1942 roku w pobliskim lesie. We wsi znajdują się pozostałości żydowskiego cmentarza.
Po południu 16 stycznia 1945 roku Niemcy opuścili Rzepiennik Strzyżewski, a 2 godziny później dotarły patrole Armii Czerwonej. Żołnierze zajmowali budynek szkoły przez 3 dni, powybijali w niej szyby, spalili akta szkolne, książki, zużyli cały zgromadzony opał dla szkoły, którą z tego powodu zamknięto do końca marca. W okresie PRL w szkole prowadzono również zajęcia Szkoły Przysposobienia Rolniczego (SPR).
Na przełomie lat 70. i 80. XX w. obok starego budynku szkoły od strony wschodniej dostawiono nowszy i połączono zbudowaną przewiązką. Budynek z lat dwudziestych rozebrano z powodu stanu technicznego podczas rozbudowy szkoły w XXI wieku. Nowe skrzydło oddano do użytku w 2014 roku.

## Zabytki
Obiekty wpisane do rejestru zabytków nieruchomych województwa małopolskiego.
- Zespół kościoła parafialnego pw. Miłosierdzia Bożego;
- cmentarz wojenny nr 114 z I wojny światowej;
- cmentarz partyzantów z II wojny światowej;
- budynek mieszkalno-gospodarczy nr 218.

## Kościół pw. Miłosierdzia Bożego
Kościół pw. Miłosierdzia Bożego w Rzepienniku Strzyżewskim znajduje się na pograniczu z Rzepiennikiem Marciszewskim przy drodze wojewódzkiej 980. Został zbudowany z fundacji okolicznych rodzin (m.in. Sadłoniów) przez księży z rodziny Bochenków w latach 1947–1949. W roku 1972 przy kościele została erygowana parafia. Kościół projektu arch. Zbigniewa Rzepeckiego posiada w swoim wnętrzu i otoczeniu rzeźby Bronisława Chromego, Jerzego Bandury, Anatola i Bogdany Drwalów, Piotra Waligóry oraz obrazy Jacka Malczewskiego, Szymona Czechowicza, Ludwika Stasiaka, Vlastimila Hofmana. Polichromię wykonała malarka ludowa z Zalipia Felicja Curyłowa, a stacje drogi krzyżowej Józef Janos z Dębna Podhalańskiego.
Zespół kościelno-plebański parafii pw. Miłosierdzia Bożego w Rzepienniku Strzyżewskim został wpisany do rejestru zabytków 12 maja 1993 roku (nr. rej A-354).
Przy kościele od 1992 roku istnieje Muzeum parafialne, Oddział Muzeum Diecezjalnego w Tarnowie (od 1995 r.). Zbiory muzealne stanowią dzieła z okresu XVIII–XX w., m.in. F. Meinerta – „Zakonnik”, W. Majeranowskiego „Scena biblijna”, J. Wojnarowskiego portrety M. Reja, J. Kochanowskiego, S. Batorego, S. Żółkiewskiego, J. Chodkiewicza, K. Pułaskiego., oraz obrazy J. Malczewskiego i Valstimila Hofmana. A także świątkarstwo, unikalne szaty liturgiczne, paramenty kościelne, oryginalne wyroby rzemieślnicze – meble z poroży i korzeni, figura Madonny z ok. 1540 r., pamiątki z Palestyny i Egiptu, zbiory etnograficzne oraz zbiory biblioteczne księży Bochenków.

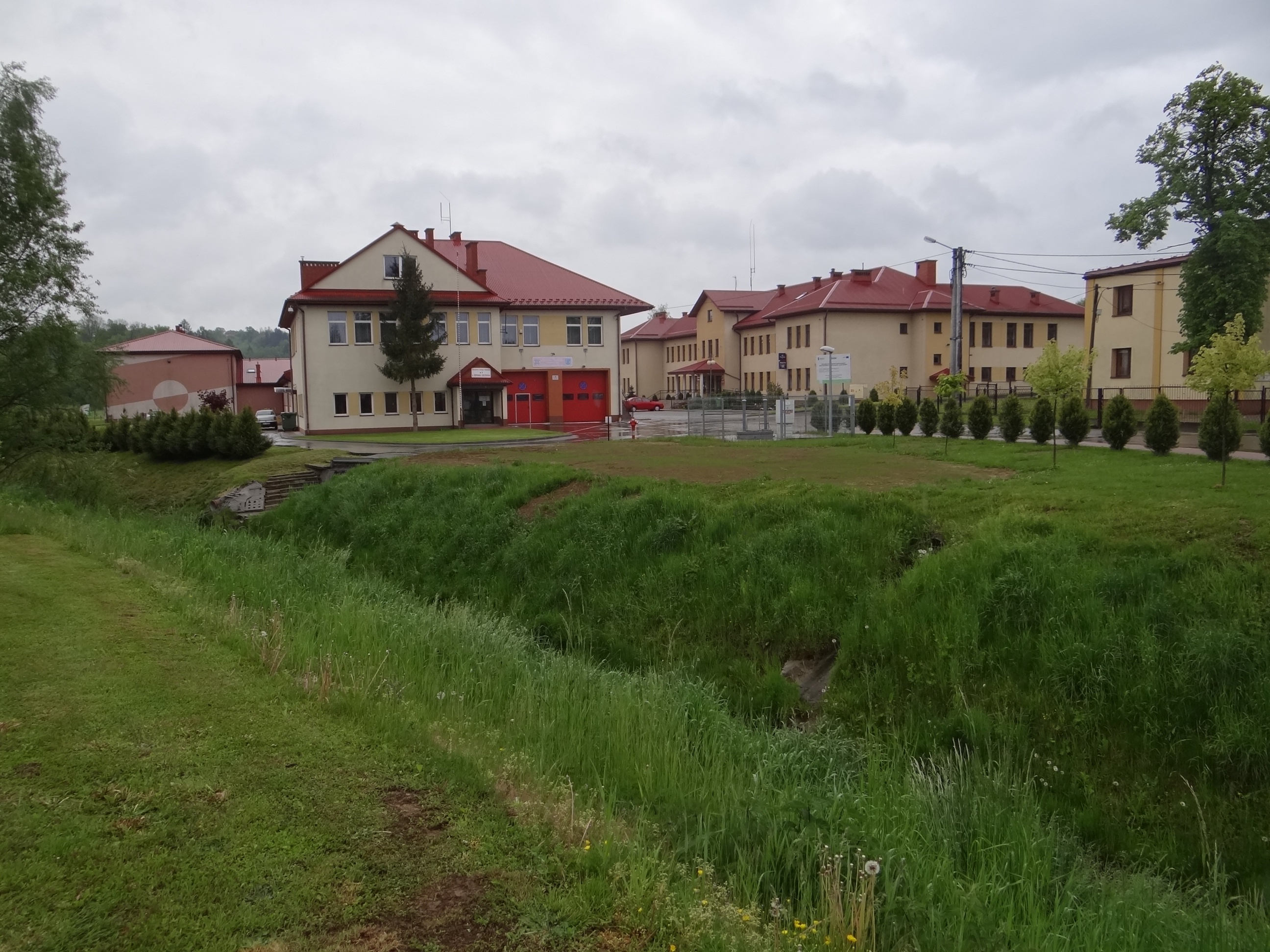
Centrum
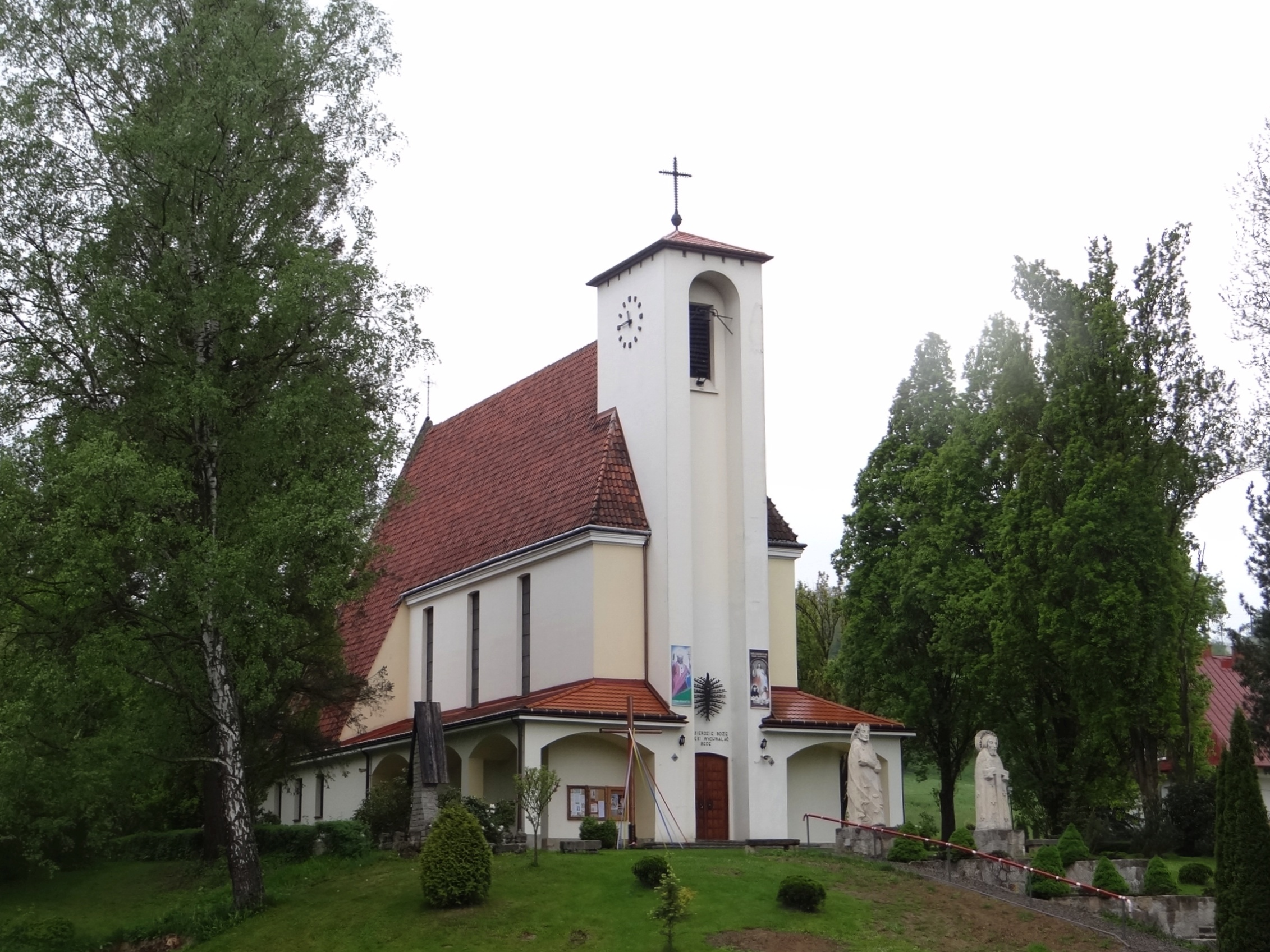
Kościół Miłosierdzia Bożego
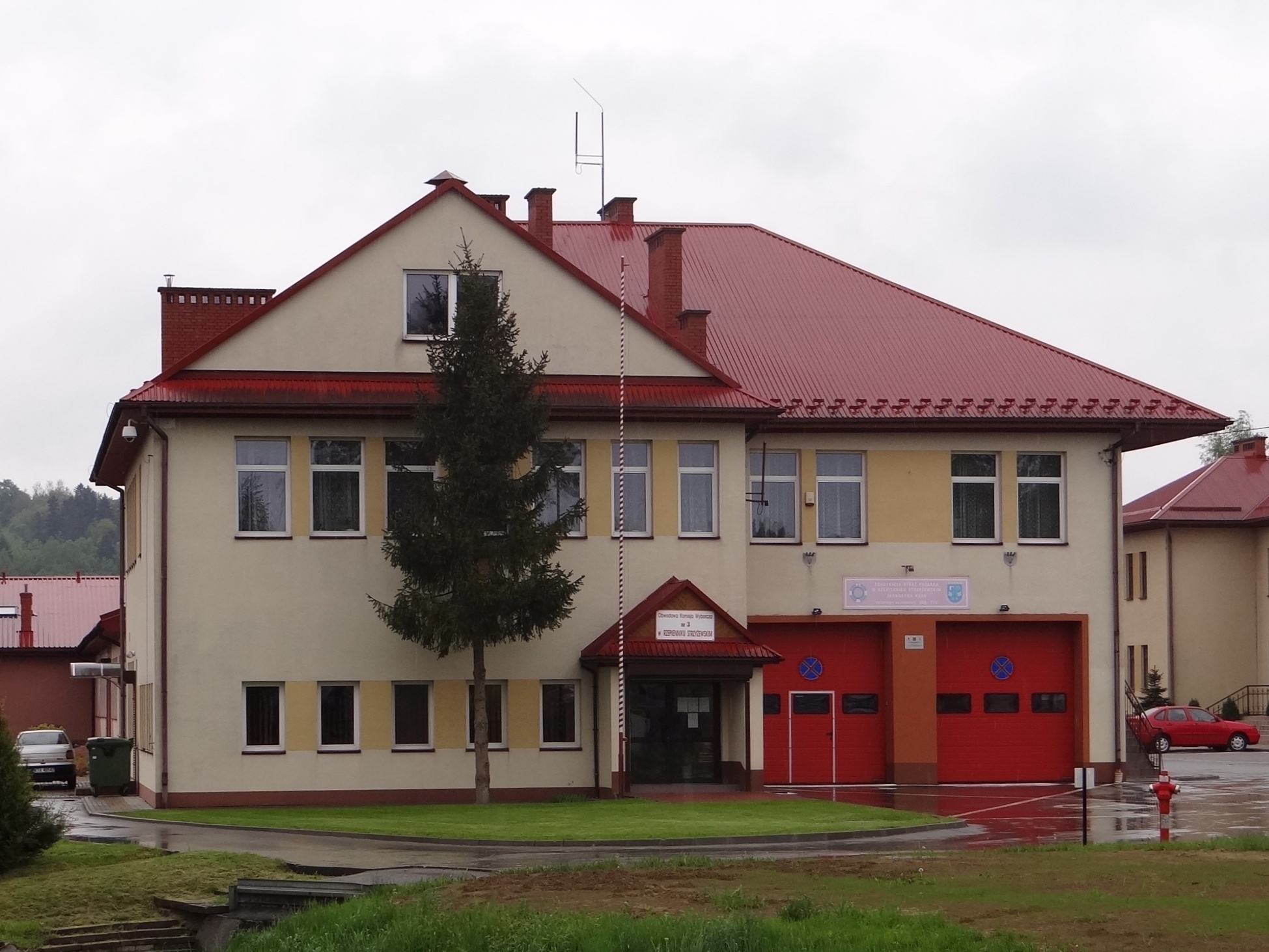
Remiza OSP